# Sankt Paul im Lavanttal
Sankt Paul im Lavanttal osztrák mezőváros Karintia Wolfsbergi járásában. 2016 januárjában 3369 lakosa volt.

## Elhelyezkedése

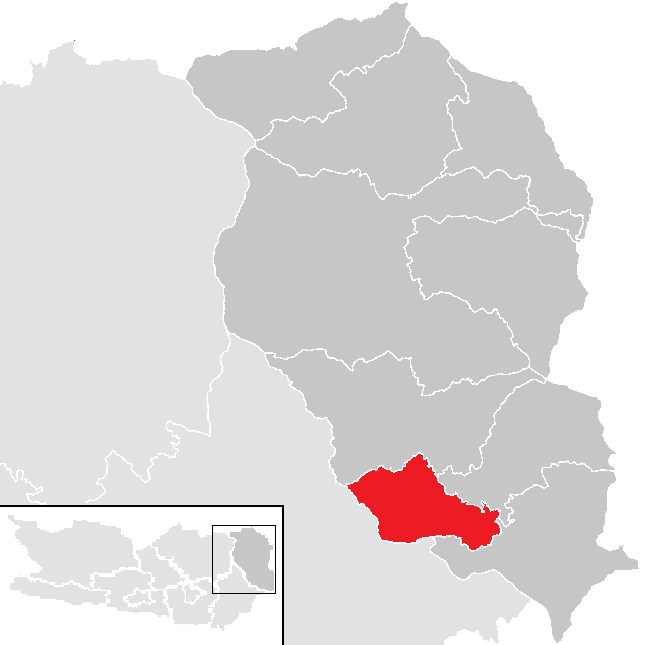
St. Paul a Wolfsbergi járásban

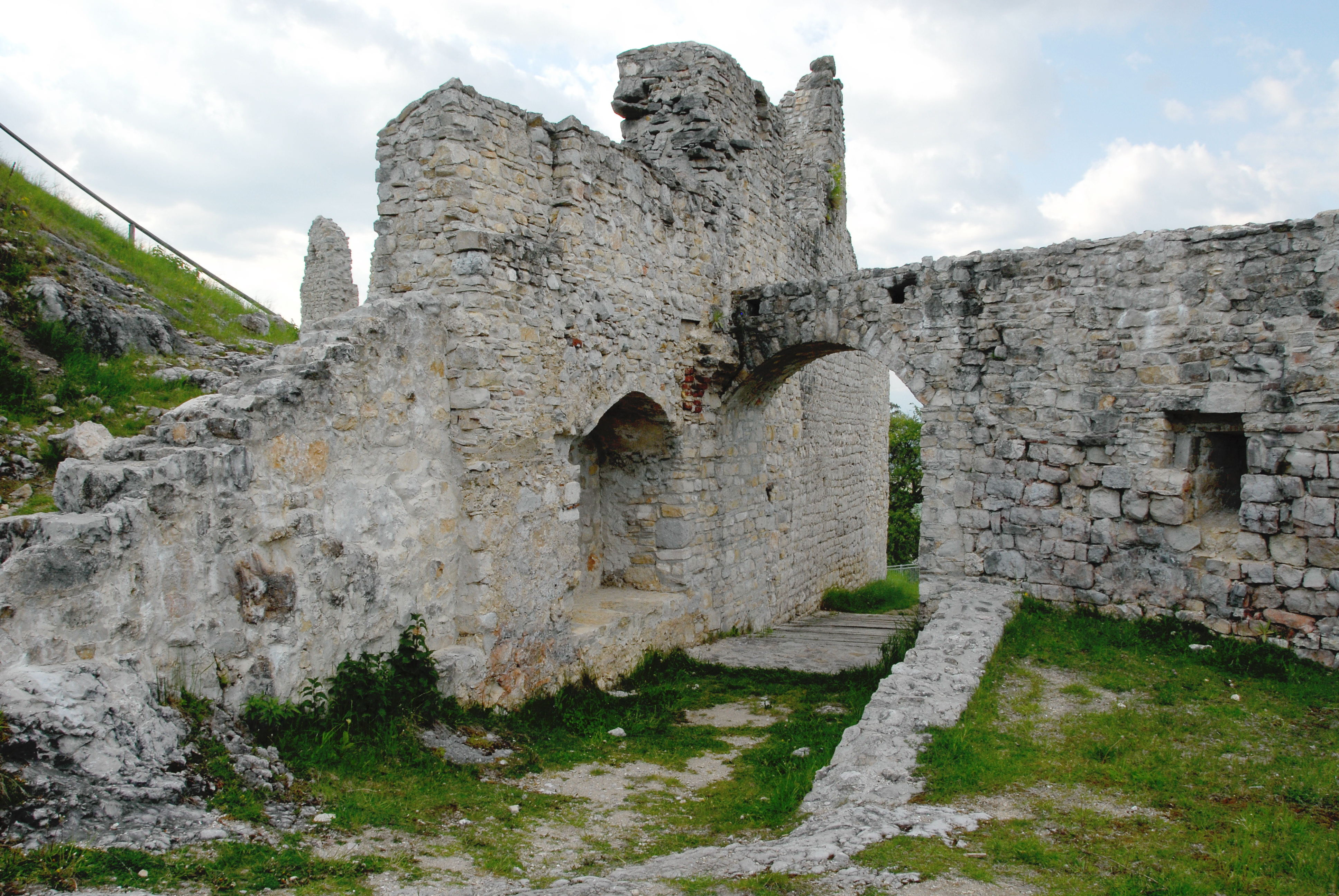
Rabenstein romjai

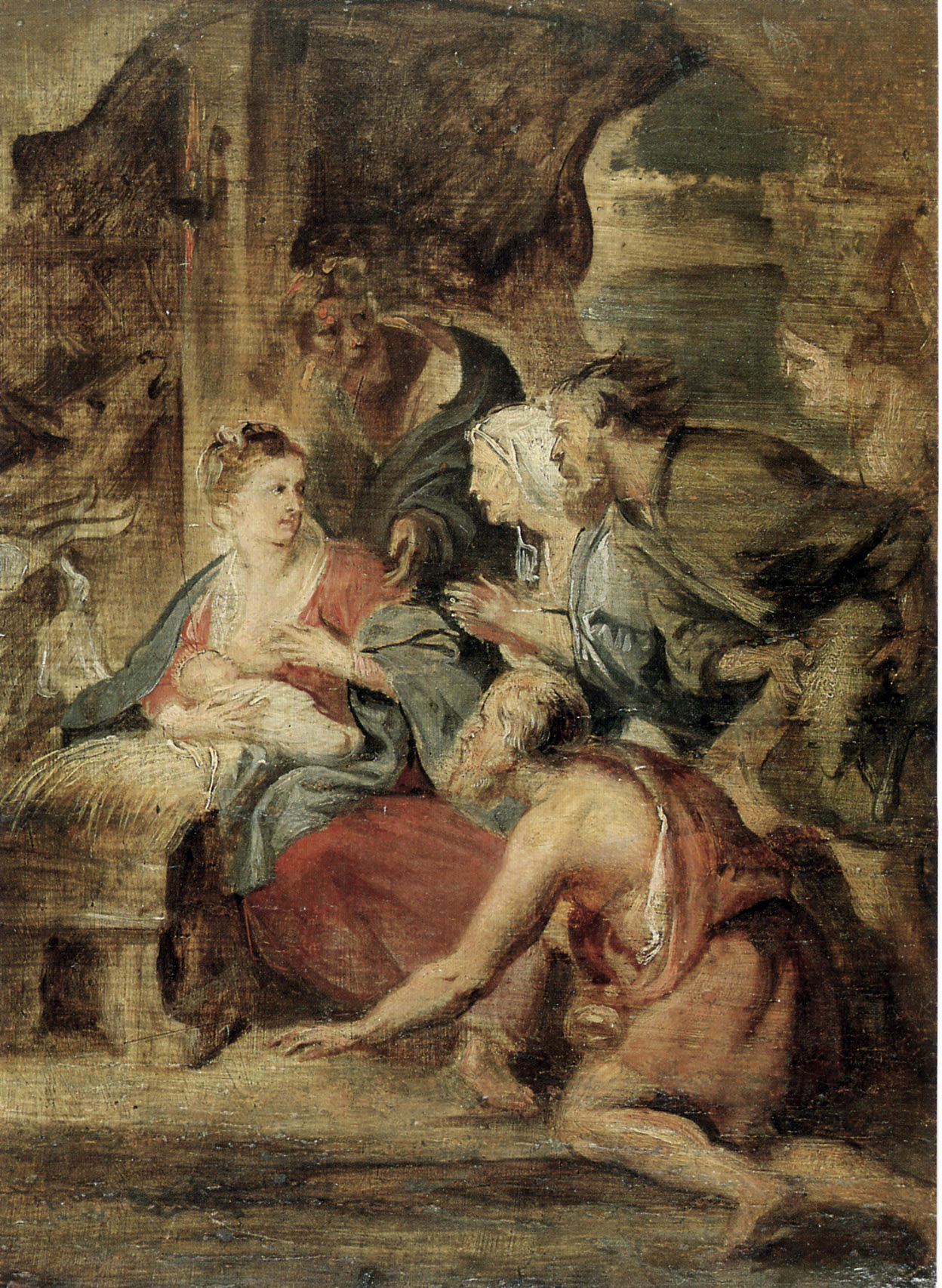
Rubens: A pásztorok imádása c. képe a kolostor gyűjteményéből

Sankt Paul Karintia keleti részén helyezkedik el a Lavanttal völgyében, ott ahol a Granitz patak a Lavantba (a Dráva mellékfolyójába) torkollik. Az önkormányzathoz 8 katasztrális községben 21 kisebb-nagyobb falu és településrész tartozik. 
A környező települések: északra Sankt Andrä, északkeletre Sankt Georgen im Lavanttal, délkeletre Lavamünd, délnyugatra Ruden, északnyugatra Griffen. 

## Története
A római időszakból két, Latobius kelta istennek szentelt feliratra bukkantak. A település első említése 1091-ből származik villula Brugga néven. Ekkor Engelbert von Spanheim isztriai őrgróf adományozta oda az általa alapított bencés kolostornak. A Granitz hídjánál lévő Brugga gyorsan növekedett és III. Luciusz pápa 1184-ben oklevele szerint ekkor más vásártérrel is rendelkezett (villam, quod forum dicitur). 1289-ben már ma is ismert nevén, temploma védőszentje után Szt. Pál vásáraként (in foro sancti Pauli) hivatkoznak rá. A település valamikor 1255 előtt Bernhard von Spanheim karintiai hercegtől megkapta a vásárjogot és a mezővárosi státuszt. Sankt Paul életére mindig is nagy befolyással volt a helyi kolostor.
A városi önkormányzat 1850-ben jött létre. 1941-ben átnevezték Spanheimre, ám ezt 1946-ban visszavonták. 

## Lakosság
A Sankt Paul-i önkormányzat területén 2016 januárjában 3369 fő élt, ami visszaesést jelent a 2001-es 3680 lakoshoz képest. Akkor a helybeliek 95,5%-a volt osztrák, 1,5% pedig boszniai állampolgár. A sankt pauliak 96,8%-a katolikusnak, 1,3% evangélikusnak, 2%-a mohamedánnak, 2,7% pedig felekezeten kívülinek vallotta magát. 

## Látnivalók
- az 1091-ben alapított bencés apátság Karintia legfontosabb kolostorai közé tartozott, több karintiai és osztrák herceg ide temetkezett. Ma a tartomány legrégebbi még mindig működő apátsága, műgyűjteménye és könyvtára Európa-hírű. Templomát a 12. században alapították.
- Rabenstein várának romjai. A várat szintén 1091-ben építették a kolostor védelmére. 1307-ben lerombolták; újjáépítették, de 1636-ban leégett.
- az egyházi gimnázium 1889-ben épült főépülete és az 1976-ban bezárt kollégiuma.
- A hercegi házból származó Dietrich von Spanheim (1253-1303) remeteként élt egy barlangban Johannesbergtől északra. Állítólag képes volt meggyógyítani a betegeket; ehhez egy forrás vizét olajjá változtatta. Az "olajforrás" mai is látható.

## Testvérvárosok
- St. Blasien, Németország

## Fordítás
- Ez a szócikk részben vagy egészben  a   Sankt Paul im Lavanttal című német Wikipédia-szócikk ezen változatának fordításán alapul.  Az eredeti cikk szerkesztőit annak laptörténete sorolja fel. Ez a jelzés csupán a megfogalmazás eredetét és a szerzői jogokat jelzi, nem szolgál a cikkben szereplő információk forrásmegjelöléseként.